# Paul A. Baran
Paul A. Baran (sinh 8 tháng 12 năm 1910, tại Mykolaiv (cũng phát âm là Nikolayev), Đế quốc Nga, ngày nay là Ukraina – mất 26 tháng 3 năm 1964, tại Palo Alto, California, Hoa Kỳ) là một nhà kinh tế học trường phái Marx có tiếng ở Hoa Kỳ. Năm 1951 Baran trở thành giáo sư chính thức tại Đại học Stanford và Baran chỉ giảng dạy về Kinh tế học Marx tại Hoa Kỳ cho đến khi ông qua đời vào năm 1964. Baran viết The Political Economy of Growth vào năm 1957 và đồng tác giả cuốn Monopoly Capital với Paul Sweezy.